# Тверское сельское поселение
Тверское сельское поселение — муниципальное образование в Апшеронском районе Краснодарского края России.
В рамках административно-территориального устройства Краснодарского края ему соответствует Тверской сельский округ.
Административный центр — станица Тверская.

## Население
| 2010  | 2012  | 2013  | 2014  | 2015  | 2016  | 2017  |
| ----- | ----- | ----- | ----- | ----- | ----- | ----- |
| 4535  | ↗4575 | ↘4569 | ↘4542 | ↗4644 | ↗4657 | ↘4647 |
| 2018  | 2019  | 2020  | 2021  | 2023  |       |       |
| ↘4618 | ↗4621 | ↘4602 | ↗5033 | ↘4941 |       |       |

## Населённые пункты
В состав сельского поселения (сельского округа) входят 7 населённых пунктов:
| № | Населённый пункт | Тип населённого пункта | Население (чел.) |
| - | ---------------- | ---------------------- | ---------------- |
| 1 | Акредасов        | хутор                  | ↘27              |
| 2 | Елинский         | хутор                  | ↘63              |
| 3 | Захаров          | хутор                  | ↗144             |
| 4 | Лесогорская      | станица                | ↗805             |
| 5 | Линейная         | станица                | ↘288             |
| 6 | Осиновское       | село                   | ↘0               |
| 7 | Тверская         | станица                | ↘3158            |